# Lennarth Lingmerth
Lennarth Lingmerth, folkbokförd Lennart Alfred Emanuel Lingmert, född 12 mars 1922 i Hullaryd, Lommaryds församling, Jönköpings län, död 4 november 2008 i Eksjö församling, Jönköpings län, var en svensk företagsledare.
Efter en tid som jordbruksarbetare hade Lennarth Lingmerth lastbilsåkeri tillsammans med brodern Harald, var sedan taxichaufför samt 1947–1950 busschaufför hos Palmbergs Busstrafik i Eksjö. 1950 startade han tillsammans med sina bröder en rörelse i Eksjö med buss- och resebyråverksamhet, där han var mångåring verkställande direktör. Lingmerths, som blev ett känt varumärke, hade ett samarbete med Hallpressen och var under 1970-talet störst i Sverige på Norden-resor. Vid 70 års ålder pensionerades han.
Efter pensioneringen var han under åtta år reseledare och arrangör för resor till Israel, Afrika, Sydamerika och Asien. Israel-resor, som han arrangerade sedan 1950-talet, engagerade honom särskilt och kom att bli närmare 100 stycken till antalet. Han arrangerade också åtta USA-resor med Fredsklockorna.
Lingmerth var styrelseledamot av Svenska Resebyråföreningen, Svenska Busstrafikförbundet och Småland-Blekinge Busstrafikförening. Som aktiv folkpartist satt han i Eksjö kommunfullmäktige. Under många år var han ordförande i Eksjö Baptisförsamling. Han var också ordförande för Eksjös lokalavdelning av Motorförarnas Helnykterhetsförbund (MHF).
Lennarth Lingmerth gifte sig första gången 1951 med Margi Jacobsson (1920–1994) och fick barnen Ann-Louise (född 1951), Anders (född 1954) och Barbro (född 1955). Andra gången gifte han sig 1998 med Margareta Hultgren (1922–2006). Tillsammans med andra hustrun gav han ut CD-skivan Våra kära sånger 2002.
Tillsammans med första hustrun är Lennarth Lingmerth begravd på Eksjö skogskyrkogård.